# 黄龍スポーツセンター
黄龍スポーツセンター（簡体字中国語: 黄龙体育中心, 英: Dragon Sports Center）は、中国の浙江省杭州市西湖区にあるスポーツ複合施設。メインスタジアム（体育場）の他にも、サッカー場、陸上競技場、プール、陸上競技、室内競技、新体操競技、ダイビング用の施設、テニスコート、ホテルなどを兼ね備えている。
2022年アジア競技大会（杭州大会）にも使用されるため、いくつかの施設が改装中である。

## メインスタジアム（体育場）
中国スーパーリーグ（中国超級聯賽、国内リーグ1部に相当）に所属する杭州緑城のホームスタジアムである。
2000年に設立された。収容人数は51,000人。
2007年には2007 FIFA女子ワールドカップグループステージの会場となった。

## 体育館
2003年建設。面積は25000平方メートル。座席は8000席。

## プール（包玉刚游泳场）
2004年建設。屋内プールと屋外プールがある。